# Line Kalstrup Schulz
Line Kalstrup Schulz (født 18. juli 1996) en dansk atlet fra Hobro som var medlem af Randers Real AM frem til klubben i 2011 gik sammen med den anden randrusianske atletikklub Randers Freja og blev Randers Atletikklub Freja, skiftede derefter til Aalborg AM som hun nu er medlem af.
Line Kalstrup Schulz vandt en overraskende en sølvmedalje ved de danske senior mesterskaber i atletik i Odense 2010.
Hun blev nummer to 1500 meter i tiden 4,53,76, hvilket var cirka et sekund langsommere end hennes personlige rekord. Den præstation resulterede også i at hun i et par timer var den yngste medaljevinder nogensinde ved et dansk seniormesterskab i atletik, senere på dagen blev dette dog ændret da Annelouise V. Jensen der er tre måneder yngre også vandt en sølvmedalje.
Med personlig rekord på 4,27,51 på 1500 meter kom Line Kalstrup Schulz under kravet til Ungdoms-VM (4,29,50) ved Folksam Grand Prix i Göteborg.

## Danske mesterskaber
- Sølv 2010 1500 meter 4,53,76